# Гран-при Сундвольдена
Гран-при Сундвольдена (англ. Sundvolden Grand Prix) — шоссейная однодневная велогонка, с 2011 года  проводящаяся в норвежской провинции Бускеруд. С 2013 года входит в календарь Европейского тура UCI под категорией 1.2. 
Первоначально гонка называлась Гран-при Норефьелла, поскольку заканчивалась финишем на одноименном подъёме. В 2013 название было изменено на Гран-при Хаделанда, а в 2015 — на нынешнее.

## Призёры
| Год                   | Победитель            | Второй                  | Третий               |
| --------------------- | --------------------- | ----------------------- | -------------------- |
| Grand Prix Norefjell  |                       |                         |                      |
| 2011                  | Фредерик Вилманн      | Бьёрн Торе Хум          | Кристер Раке         |
| 2012                  | Кристоффер Скьерпинг  | Мариус Хафсос           | Бьёрн Торе Хум       |
| Hadeland Grand Prix   |                       |                         |                      |
| 2013                  | Фредрик Странд Гальта | Йеспер Хансен           | Стиан Ремме          |
| 2014                  | Расмус Гульдхаммер    | Лассе Бёхман            | Микаэль Олссон       |
| 2015                  | Сёрен Краг Андерсен   | Фредрик Странд Гальта   | Вегард Стаке Ланген  |
| Sundvolden Grand Prix |                       |                         |                      |
| 2016                  | Андреас Вангстад      | Карл Фредрик Хаген      | Осмунд Ромстад Лёвик |
| 2017                  | Расмус Гульдхаммер    | Карл Фредрик Хаген      | Аудун Брекке Флёттен |
| 2018                  | Александер Камп       | Карл Фредрик Хаген      | Андреас Вангстад     |
| 2019                  | Тронд Хакон Трондсен  | Синдре Лунке            | Брент Ван Мер        |
| 2022                  | Martin Tjøtta         | Embret Svestad-Bårdseng | Матиас Брегнхой      |
| 2023                  | Ådne Holter           | Матиас Брегнхой         | Jack Rootkin-Gray    |
| 2024                  | Идар Андерсен         | Simon Dalby             | Tobias Svarre        |